# Leo Moracchioli
Leo Moracchioli (né le 10 octobre 1978 à Ålgård en Norvège) est un musicien et producteur de metal. Multi-instrumentiste, il joue la plupart des instruments (voix, guitare, basse, batterie) des nombreuses reprises metal qui l'ont fait connaître. Sa chaîne Youtube Frog Leap Studios compte 4,77 millions d'abonnés,,,,.